# Paint It Rock
《Paint It Rock》은 대한민국의 음악평론가인 남무성이 2009년에 발표한 책이다.

## 주요내용
한국 최초의 만화로 그려진 록음악의 역사서로서, 1950년대 로큰롤의 태동으로부터 시작하여 척 베리, 엘비스 프레슬리, 밥 딜런, 비틀즈에서 에릭 클랩튼, 레드 제플린에 이르는 유명한 뮤지션들의 흥망성쇠와 주요작품들을 다루고 있다.
이 책은 총 세권으로 완성된 시리즈물이며 1권이 2009년 7월에 첫 출판되었다.
2014년 8월에는 일본으로 단행본 수출되어 아마존 재팬의 음악도서부문 베스트셀러에 오르기도 했다.
완간판인 2편과 3편은 2014년 11월에 출간되었다.
2편과 3편에서는 블랙 사바스, 딥 퍼플, 퀸이 프롤로그를 장식하며 데이빗 보위, 이글스를 거쳐 메탈리카,
너바나, 그린 데이, 오아시스, 라디오헤드로 이어지는 숨 가쁜 록 스타들의 릴레이가 펼쳐진다.
거침없는 풍자와 비속어가 뒤섞여 읽는 재미를 더해주는가 하면 방대한 록의 역사와 장르의 흥망성쇠를
일목요연하게 접근하여 록 음악의 가이드 역할을 수행하고 있다.

## 참고 자료
- PAINT IT ROCK. 1 (만화로 보는 록의 역사) 네이버책
- 재즈 전문가, '만화'로 '록'과 소통(2009년 7월 15일 조선일보)
- <신간 안내> '뒤집어 본' 경제 용어 外(2009년 7월 27일 MBC TV)
- 새 책...'제중원' 外(2009년 7월 29일 YTN TV)
- 네모 칸 사이로 폭발하는 록의 ‘청춘시대’(2009년 7월 2일 한겨레)
- 만화가 되살린 전설의 록가수들(2009년 7월 3일 연합뉴스)
- 록의 역사, 만화로 보자(2009년 7월 4일 노컷뉴스)[깨진 링크(과거 내용 찾기)]